# Haus Are

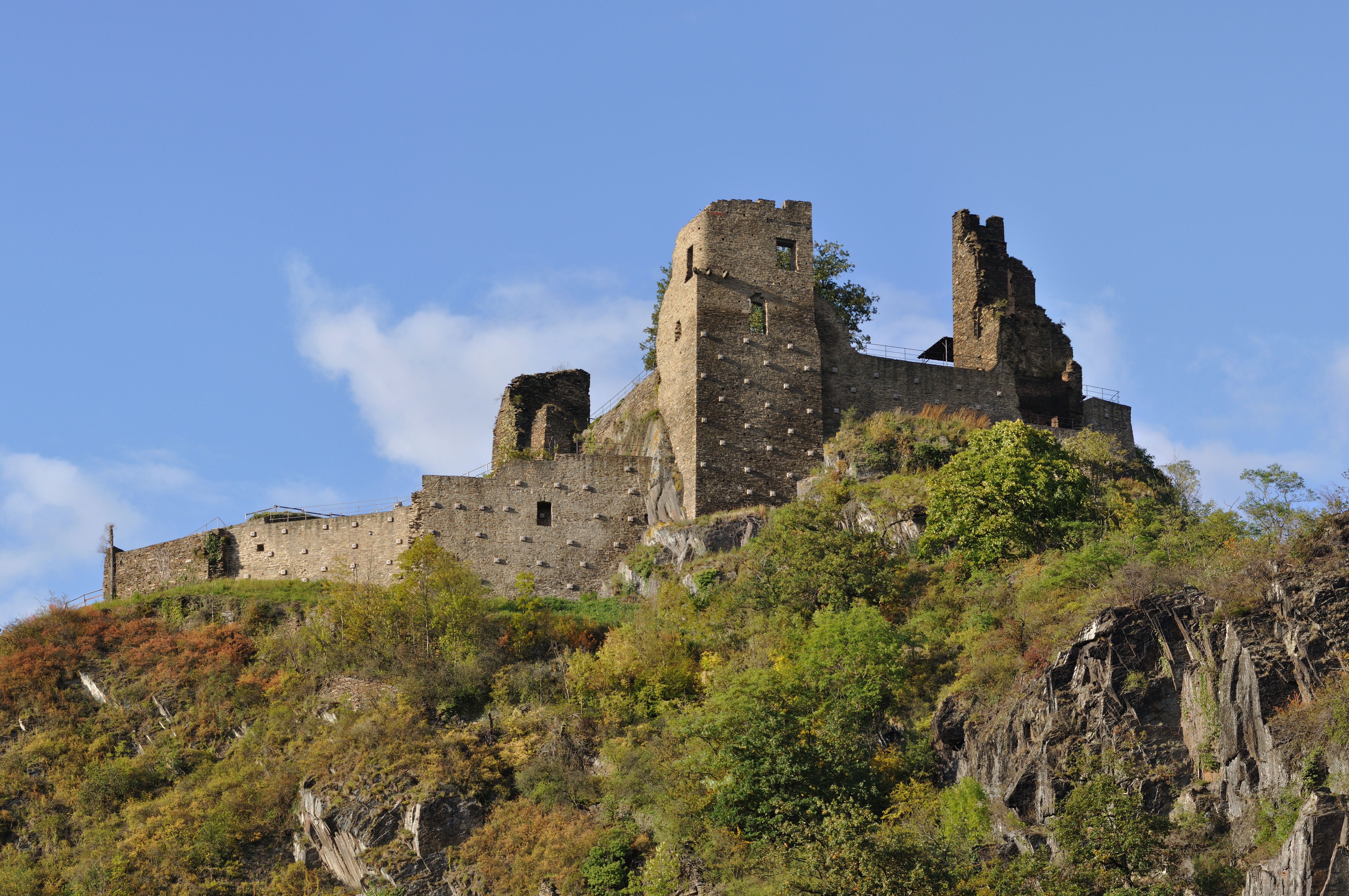
Burg Are in Altenahr, der Stammsitz der Grafen von Are

Die Grafen von Are waren ein bedeutendes, bereits aus dem Frühmittelalter stammendes edelfreies Adelsgeschlecht, genannt auch Haus Are, das an der Mittelahr begütert war.

## Ursprünge
Im Jahr 1087 wird Sigewin, Erzbischof von Köln, als erster namentlich bekannter Vertreter der Grafenfamilie von Are urkundlich erwähnt. Das Adelsgeschlecht führte einen silbernen Reichsadler in Rot im Wappen.
Zur Zeit von Papst Urban II. wurde Diedrich I. 1107 als Zeuge in einer Stiftungsurkunde in der Reihenfolge (Rangfolge) gleich nach dem ranghöheren Grafen von Luxemburg genannt. Er war der Erste, der als Mitglied der Familie von Are urkundlich eindeutig benannt wurde. Schon für 930 nennt Schannat einen Gaugrafen des Ahrgaus namens Sigebod als Vorfahren der Familie. Sigebodo könnte der Stifter des Klosters Steinfeld (nahe Münstereifel) gewesen sein, einen Beweis gibt es indes nicht.

## Geschichte
Diedrich war Obervogt von Münstereifel, ein Amt, das er als Lehen der Abtei Prüm hielt. Das Kölner Domkapitel wählte Graf Diedrich zum Schirmvogt von Erpel, worauf er jedoch bald wieder verzichtete.
Im Folgenden wurde Diedrich in Urkunden des Kölner Erzbischofs Friedrich öfters als „Comes de Are“ erwähnt, so 1117, 1120 und 1125. Als ein treuer Anhänger des Erzbischofs errang Diedrich 1114 auf dem Schlachtfeld bei Andernach einen Sieg über die kaiserlichen Truppen Heinrichs V. Er starb zwischen 1126 und 1132 und hinterließ vier Söhne, seinen Nachfolger Lothar, Ulrich, Gerhard und Otto. Im Jahr 1140 teilten sich die Linien Are-Hochstaden und Are-Nürburg.
In dieser Zeit nahmen die Gaugrafen ihre Namensgebung allmählich von ihren Burgen und Schlössern auf. Diese verschiedenen Namen erzeugten vielfach erneute Verwirrung. So kamen in der edelfreien Familie derer von Are in der ersten Hälfte des 12. Jahrhunderts die Namen Hochstaden, Nürburg, Wickerode, Nuwenaar vor, alle aus einem Edelgeschlecht. Gleichzeitig taucht der Gebrauch bestimmter Wappen auf.
Nächster bedeutender Vertreter der Familie war der um 1100 auf Burg Are geborene Gerhard von Are. Er war vermutlich zweitältester Sohn von Diedrich I., dem Stifter der Familie. 1124 wurde er Propst des Bonner Cassius-Stiftes. 1156 war er sogar als Nachfolger des Kölner Erzbischofs Arnold von Wied für den Erzstuhl im Gespräch. Er verstarb am 23. Februar 1169 in Bonn.
Weitere Söhne Dietrichs I. waren Lothar, Friedrich, Ulrich, Hugo und Otto. Ob ein in den Quellen gelegentlich auftauchender Poppo ebenfalls ein Sohn Dietrichs war, bleibt ungewiss. Otto heiratete vor 1162 Adelheid von Hochstaden und beerbte die Grafen von Hochstaden. Lothar setzte die Hauptlinie fort. Ulrich erwarb die Nürburg, die nur im Mannesstamme vererblich war, woraufhin das Grafengeschlecht den Kölner Erzbischof Rainald von Dassel bat, das Erbe auch den weiblichen Nachkommen zuzusichern. Dieser Bitte entsprach der Erzbischof. 1144 und 1147 war Ulrich zusammen mit seinem Bruder Otto bereits einmal erwähnt worden.
Ulrich von Are sowie sein Sohn Gerhard tauchen seit Mitte des 12. Jahrhunderts mehrfach in urkundlichen Zeugenreihen auf; so ging nach Aktenlage die Burg Nürburg an Ulrich, die Burg Are an den Sohn Gerhard. Auch Graf Ulrich scheint ein hohes Alter erreicht zu haben. Letztmals taucht er 1216 auf; er wird dort als „verstorben“ genannt.
1246 verleibte Erzbischof Konrad von Are-Hochstaden den Ahrgau dem Kurstift Köln ein, wo es zu seinem Vorteil für 550 Jahre verblieb.
Zu den Agnaten des Hauses Are zählte die Linie Neuenahr, die unter anderem mit dem Vertreter Hermann von Neuenahr der Ältere im 16. Jahrhundert zu hohem Ansehen gelangte.
Seit 1965 trägt das Are-Gymnasium Bad Neuenahr-Ahrweiler den Namen in Anlehnung an die Burg und das gleichnamige Adelsgeschlecht.

## Genealogie (Teil)
Dietrich I. hinterließ sechs Söhne
- Lothar († 1140) der ihm in der Grafschaft Are folgte
  - Dietrich II. ⚭ Hildegund von Meer
  - Hermann
  - Hedwig
- Gerhard († 1169), Propst des Bonner St. Cassiustifts
- Friedrich von Are († 1168), Bischof zu Münster
- Ulrich († 1197), Begründer der Linie Are-Nürburg, Vogt der Abtei Laach
  - Gerhard ⚭ Antigone
    - Dietrich ⚭ Agnes von Malberg
    - Otto, Graf von Neuenahr
    - Johann
    - Gerhard

  - Dietrich, Bischof von Utrecht
- Otto († 1162), Begründer der Linie Are-Hochstaden, ⚭ Adelheid von Hochstaden
  - Otto († nach 1208) Begründer der Linie Wickrath
  - Lothar Bischof von Lüttich
  - Dietrich († 1194 oder 1197), ⚭ Luitgart von Dagsburg (Etichonen)
    - Lothar I. († nach 1215), ⚭ Mathilde von Vianden
      - Lothar II. († 1237 oder 1242), ⚭ Margaretha von Geldern
        - Dietrich II. († 1246) ⚭ Bertha von Limburg, Tochter von Walram II. von Monschau (Bertha heiratet in zweiter Ehe Dietrich II. von Heinsberg, Herr von Valkenburg)
        - Gerhard († 1242 oder 1245)

      - Konrad († 18. September 1261) Erzbischof von Köln
      - Friedrich († 1265)
      - Elisabeth ⚭ Eberhard von Hengebach
        - Margaretha von Hengebach (1208–1265) ⚭ Simon I. Graf von Sponheim zu Kreuznach[7]

      - Mechthild († nach 1243), ⚭ Konrad von Müllenark
      - Margareta († nach 1314), ⚭ Adolf IV. Graf von Berg

  - Heilwig ⚭ Bernhard zur Lippe
- Hugo von Are († 1179), Kölner Domdechant
- Mechthild ⚭ Lambert I, Graf von Tonna